# Vrijdagmoskee van Zanjan
De Vrijdagmoskee van Zanjan (Perzisch: مسجد جامع زنجان - Masjid-e-Jameh Zanjān) ook wel bekend als de Seyyedmoskee (Perzisch: مسجد سید, - Masjid-e-Seyyed) en de Sultanimoskee, is de grote moskee (Jameh) van de stad Zanjan, (Iran). De moskee is gelegen in het oude deel van de stad en werd gebouwd in 1826 tijdens het Kadjarentijdperk. De bouw werd uitgevoerd door Abdullah Mirza Dara, een van de kinderen van Fath'Ali Kadjar.
De moskee heeft vier iwans aan de zijkanten van de grote open binnenplaats. Ten westen en oosten van de binnenplaats zijn zestien kamers, die parallel aan elkaar zijn. Naar het zuiden bevinden zich meerdere kamers die gebruikt worden als woonplaats voor theologiestudenten. Deze kamers hebben een boogvormige en gewelfde plafonds, versierd met kunstig tegelwerk. De moskee heeft vier shabestans of nachtgebedzalen, elk met een eigen minbar.